# Бросо
Бро̀со (на италиански: Brosso; на пиемонтски: Breuss, Бреус) е село и община в Метрополен град Торино, регион Пиемонт, Северна Италия. Разположено е на 797 m надморска височина. Към 1 януари 2023 г. населението на общината е 391 души, от които 10 са чужди граждани.

## География, административно деление и население
Бросо се намира в странична долина на Горна Валкиузела, сгушен в естествен басейн, заобиколен от ливади и гори. Селото е разположено между Валкиузела и долината на река Дора Балтеа, в района Канавезe, в североизточната част на Метрополен град Торино. Разположено е пред и на същата височина като село Андрате. Възпроизвежда формата на мореновия релеф „Ла Сера ди Ивреа“ и  представлява дясната странична крайна част, чийто горен край образува дълга наклонена линия чак до село Страмбинело.
Пиан дей Франчези (1945 m), Монте Грегорио (1953 m) и Монте Кавалария (1464 m) са най-високите възвишения на територията му, която се простира на площ от 11,31 кв. км и включва административния остров Пианеца в община Траверсела. Бросо има две реки: потокът Аса и потокът Блеконио. Районът, богат на пасища и кестенови гори, има неправилен геометричен профил с ясно изразени вариации в надморската височина: достига до 2031 м.
Бросо граничи със следните 6 общини: Лесоло, Валкиуза, Куасоло, Траверсела, Боргофранко д'Ивреа и Таваняско. Намира се на 47 км от Торино и на 107 км от Милано.
Към 1 януари 2023 г. населението на общината е 391 души, от които 10 чужди граждани, сред които преобладават тези на Румъния (5 души). Български граждани липсват.

## Топоним
Саласите построяват първите селища на територията на днешен Бросо, оставяйки следи от техния език в местната топонимия: според А. Бертолоти името му означава „село на хълма“ или „село на планината“, тъй като коренът „Bro" посочва именно „планина, хълм". Друг местен историк – Дж. Ф. Саудино смята, че името му е свързано с термина „чашковидно злато", тъй като древните обменят за злато пирита, на който са били богати планините. Според друга хипотеза топонимът е свързан със средновековното латинско "brossa" – „горичка“, което много подхожда на мястото, богато на озеленени площи. Най-старата атестация е "Brucium", следвана от варианта "Brocium".

## История
В древни времена селището има особено значение в сравнение с останалите, така че през Средновековието и до близкото минало цялата долина се нарича Вал ди Бросо или по-точно Вале де Брокса. Въпреки че няма сигурни сведения за първите обитатели на долината, се знае, че територията е населена още от праисторически времена; според това, което Катон потвърждава, саласите – население от келтски произход, се заселват в тази географска област: за да направят инструментите, необходими за лов и работа в полето, те се научават да добиват и използват минерала, който се появява по склоновете на планините: пиритът. След години на войни и ожесточена съпротива трябва да се подчинят на римското завоевание и може да се предположи, че минералът, от който Рим има голяма нужда за своите завоевателни войни, е основният мотив за окупацията.
Документирана информация за Бросо има едва през XII век, когато цялата долина е част от владенията на графовете Сан Мартино ди Кастеламонте: господарите на Бросо, наричани Аймонини, които се отличават с тяхната тирания. Добивът на желязо и мед и тяхната обработка продължава през всички тези векове: това може да се заключи от факта, че в някои документи се споменават мини и свързаната с тях металургия и във всеки случай е неоспоримо, че силата на местните благородници зависи от налозите над мините. Уморени от непрекъснатите борби, които се водят на територията, и от тежкото потисничество, на което са обект, селяните се разбунтуват на няколко пъти. Едно от най-кървавите въстания е това на Тукините, които през 1386 г. напускат Бросо, разпространявайки се в района Канавезе и довеждайки до унищожаването на множество замъци. Легендата разказва, че  жителят на Бросо Антонио Капра, който не възнамерява да толерира правото на господаря на първа брачна нощ с годеницата му, повежда жителите на селото към нападение на замъка и залавяне на тиранина, който след това затворен в бъчва и се търкаля надолу по склона, разположен отдолу. Всяка година в Бросо делата на Антонио Капра се съживяват отново на карнавала на деца, които влизат в ролята на древните герои и които преди историческия парад подпалват замъка. Гербът на Община Бросо също е свързан с този исторически период, тъй като в него се открояват замък с кула и бъчва.
Жителите на Бросо и на цялата долина, надявайки се да получат подкрепа срещу преобладаващата власт на феодалите, се заклеват във вярност на Савоя на няколко пъти, молейки за тяхната защита. Въпреки това борбите продължават повече от век и водят до глад, бедност и варварство, и причиняват в някои периоди разпадането на минното дело. Основна дата за Бросо е 1 януари 1497 г., когато в присъствието на знатни личности и на нотариус, събранието на главите на семействата определя правилата за експлоатация на мините в общата рамка на внимателно взаимодействие между минното дело и агро-пастирските дейности. Миньорският статут, написан на латински език със заглавие „Ordinamenta et Conventiones loci Brozi“, е утвърден от херцог Емануил Филиберт Савойски и впоследствие има множество допълнения. През 1602 г. е преведен на италиански, продължавайки да бъде валиден за дълго време.
През последните векове животът на Бросо винаги е тясно свързан с минното дело и металургията; местата по течението на потока Аса днес предлагат свидетелство за съоръженията, използвани от миньори и майстори железари: видими са многобройни пещи за печене, езера за миене, ковачници и механични пестили, които позволяват да се получи, с определена процедура, желязо, без да се минава през леенето на чугун.
През XVIII век Валкуизела е основният доставчик на желязо за Савойската династия: то е използвано за производството на оръдията, използвани срещу френските войски в битката при Асиета на 19 юли 1747 г., и за портите около Кралския дворец в Торино. Към края на века технологията на високата пещ заменя тази на ниския огън, наречена „alla brossasca“ при производството на желязо, получено от хематит, причинявайки разпадането на металургията на района на Бросо. Минната дейност се ориентира към изследване и използване на пирит, който първо служи за производството на зелен витриол, използван за багрила, а по-късно, към 1830 г., когато минният комплекс е предоставен на сем. Склопис – за производството на сярна киселина. Минната дейност е модернизирана и са построени нови структури: наклонени равнини (останките от най-дългата тогава в Европа все още се виждат), въздушни въжени линии, коловози с намалено производство на отпадъци за вагони с животинска тяга за транспортирането на материала, който е изпращан на гара Монталто Дора, за да бъде след това изпратен в Торино във фабриката за сярна киселина.
Мините са затворени през 1964 г., когато добивът на минерала, извършен по остарял метод, предполага по-високи разходи от вноса от чужбина. В селото все още има мъже и жени, които си спомнят с големи подробности извършената работа и усилията, изразходвани в тунелите на планината Кавалария, в поддръжката на оборудването, в сортирането на материалите, в товаренето и разтоварването на транспортни средства. Към средата на XX век, с прекратяването на експлоатацията на минното дело, предвид оскъдната селскостопанска дейност, работната дейност гравитира почти изключително към Ивреа с нейната Оливети, което води до прогресивно изоставяне на територията. В момента има обратна тенденция, която вижда използване в сектора на услугите и завръщане, макар и минимално, към селското стопанство (говедовъдство).

## Икономика
Селското стопанство и индустрията поглъщат почти цялото население в трудоспособна възраст. Третичният сектор има седем точки за продажба на стоки и услуги: магазини, ресторанти и хотел. Дърводобивът и животновъдството съставляват селскостопанския сектор. Фермите са семейни, с кооперация от производители за продажба на мляко. В района има и общинска дейност по добив на диорит.

## Забележителности

### Религиозна архитектура

#### Енорийска църква „Св. Архангел Михаил“
Сградата на енорийската църква (Chiesa parrocchiale di San Michele Arcangelo), чиято предполагаема конструкция датира от около 1000 г., е най-старата във викариата и в долината. Тя стои на хълм с изглед към Мореновия амфитеатър на Ивреа. Твърди се, че е построена върху руините на съществуващ преди това римски храм, посветен на Слънцето. Има сигурни новини за нея от XIV век и е осветена през 1545 г. Окончателно е трансформирана през 16 век в селска готическа сграда и е разширена през XVIII век. През 1907-8 г. е извършена реставрация с пълна украса на църквата, освежаване на пода, укрепване на външни и вътрешни стени, покрив и камбанария. 
Трезвата ѝ романска фасада е украсена с пронаос, поддържан от две елегантни колони със стъпала и наскоро реставрирана фреска със Свети Архангел Михаил. Интериорът ѝ, с един кораб с девет олтара, е огромен, силно украсен и богато боядисан, с полуготически кораб и бароков презвитерий. Съхранява фреска, вероятно от втората половина на 16 век и сега силно повредена, която изобразява Скелета на Смъртта с лопата.

### Друго

#### Мини
Мините на Бросо са известни от дълго време с изобилието и голямото разнообразие от минерали, образци от които съществуват във всички европейски колекции. Според информацията в „Монографията на братята Склопис“ (“Monografia dei fratelli Sclopis”) експлоатацията на тези мини е от времето на древните римляни, които практикуват добив на олово и сребро, като се започне от сребърния галенит. По времето на Римската република експлоатацията на мините принадлежи на собственика на повърхността, тъй като подземната собственост е игнорирана; в имперското законодателство преобладава имперският закон, според който императорът дава или премахва правото да се експлоатират мини.
Това право е консолидирано през Средновековието и господарите на Бросо – графовете Сан Мартино ди Кастеламонте го упражняват от XI век. Мините остават владение на този род почти до края на XIV век. Първата сигурна новина за съществуването на миньорска дейност в района на Бросо е в документ от 5 януари 1244 г. В него за първи път се изказва заповед за мините. Жителите на Вал ди Бросо не търпят, освен тиранията, и правото на експлоатация, което графовете Сан Мартино упражняват върху единствения източник на доходи, който природата е запазила за тях. От 1262 г. те се опитват да се освободят от тежките данъци, които трябва да плащат на господарите на Бросо. Въстанието на Тукините през 1386 г. е голям шок за феодалното господство в Канавезе. Този народен бунт започва в Бросо и представлява за долината скъсване с предишната историческа фаза. Канавезките благородници, кървящи от дългата война, която ги разделя на гвелфи и гибелини, се подчиняват спонтанно на граф Амадей VI Савойски пред лицето на народното въстание. На 17 януари 1448 г. той определя концесията, с която се обявява експлоатацията на железните мини в долината на Бросо и тя се освобождава от всякакви данъци и такси, запазвайки правото си върху златото и среброто.
На 1 януари 1497 г., с публичен акт, мъжете от Бросо дават началото на първите устави, които трябва да регулират миньорската работа, изсичането на горите, пасищата и управлението на Братството на Светия дух – патронаж, който подпомага бедните и семействата на ощетените работници чрез постъпленията от самооблагането на самите работници; така са установени задълженията и правата, както и времето за работа и експлоатация, които трябва да спазват както собствениците на земята, така и занаятчиите.  
Между XV и XVII век система на самодостатъчна икономика оживява, развива се и се консолидира, за да защити и насърчи ролята на цялата общност в рамките на сътрудничество.
Тези статути са преразгледани и актуализирани на няколко пъти до 25 януари 1561 г., когато херцог Емануил Филиберт Савойски постановява принципа на „класическото римско право", който се състои в признаването на собственика на земята и на собствеността върху недрата и на всяко съдържание на минерали в него. Това правомощие е в сила до 1840 г., когато Карл Алберт с едикт от 30 юни постановява обратния принцип (този указ става закон през 1859 г. и все още е в сила на националната територия), който свежда собствеността върху земята само до повърхността.

#### Пътеката на Воте
Пътеката за мулета (La strada delle Vote), която от Бросо, по левия бряг на потока Аса, достига до Калеа, е богата на исторически спомени, свързани с вековната експлоатация на мини. Този важен комуникационен маршрут, изграден през 1809 г. в сегашния си маршрут чрез модифициране на предишен такъв, благоприятства достъпа до обръжаващата среда на Аса както от Валкиузела, така и от Долна Вале Дора. Многобройните мини и свързаните с тях металургични структури са разположени в долината, в общините Бросо и Лесоло.

## Култура и образование
- В селото няма детски градини и училища. Детските градини са в Лесоло, Валкиуза и Фиорано Канавезе, началните училища и прогимназиите са в Лесоло и Валкиуза, а гимназиите са в Ивреа.